# Ascharj Ram Sethi
Ascharj Ram Sethi es un diplomático, indio retirado.
- En 1943, en tiempos de George Orwell, entró al Ministry of Information and Broadcasting (India) y al Ejército Indio Británico.
- De 1948 a 1952 fue empleado del All India Radio.
- De 1953 a 1954 fue Encargado de Negocios en Adís Abeba.
- De 1954 a 1956 fue Encargado de Negocios en Bangkok.
- De 1957 a 1960 fue Cónsul General en Berlín.
- De 1962 a 1966 fue Oficial en Adén (Yemen).
- De 1966 a 1968 fue Encargado de negocios en Helsinki.
- De 12 de noviembre de 1968 a 09 de diciembre de 1969 fue embajador en Antananarivo (Madagascar).
- director en el Ministerio de Asuntos Exteriores.[1]